# Minuskuł 654 (Gregory-Aland)
Minuskuł 654 (wedle numeracji Gregory-Aland), ε 182 (w numeracji von Sodena) – rękopis Nowego Testamentu, pisany minuskułą na pergaminie w języku greckim. Paleograficznie datowany jest na wiek XII. Na liście Scrivenera rękopis znajduje się pod numerem 641.

## Opis rękopisu
Kodeks zawiera tekst czterech Ewangelii z pewnymi lukami (Mateusz 1,1-20; 3,12-4,15; Marek 16,1-20; Jan 19,3-21,25).
Kodeks składa się ze 179 pergaminowych kart (11,8 na 9 cm). Tekst pisany jest w jednej kolumnie na stronę, 25 linii w kolumnie.
Tekst podzielony został według rozdziałów (gr. κεφαλαια), których numery umieszczone zostały na lewym marginesie tekstu, a ich tytuły (τιτλοι) na górnym marginesie. Nie stosuje podziału według mniejszych jednostek - Sekcji Ammoniusza, z odniesieniami do Kanonów Euzebiusza.

## Tekst kodeksu
Grecki tekst kodeksu przekazuje tekst bizantyjski. Kurt Aland nie zaklasyfikował go do żadnej kategorii rękopisów Nowego Testamentu.
Tekst kodeksu nie był badany według tzw. Claremont Profile Method (trzy rozdziały w Ewangelii Łukasza 1; 10; 20).

## Historia
Kodeks datowany jest obecnie na wiek XII. Został przywieziony z Synaju do Berlina przez Heinricha Brugscha wraz z kodeksem 653 i 658. Rękopis przechowywany był w Berlinie (Konig. Bibl. Gr. Oktavo 4).
W 1876 roku faksymile jednej strony kodeksu opublikował Wilhelm Wattenbach. W 1887 roku rękopis widział Gregory.
Kiedy pod koniec 1943 roku wzrosła częstotliwość bombardowań Berlina, Pruska Biblioteka Narodowa wysłała część swoich zbiorów (wśród nich minuskuł 654) z Berlina na Śląsk, dla ich bezpiecznego przechowania. W rezultacie powojennych zmian granic zbiory te znalazły się w Polsce i zostały przewiezione do Biblioteki Uniwersytetu Jagiellońskiego.
Kodeks przechowywany jest obecnie w Bibliotece Jagiellońskiej (Fonds der Berliner Hss., Graec. Octavo 4) w Krakowie.